# Kahosadi
Kahosadi (Rogue River Shasta), kod Swantona naziv za jednu skupinu Shasta Indijanaca s Rogue Rivera u Oregonu.